# National Board of Review ai migliori cinque documentari
Il National Board Review Award ai migliori cinque documentari (Top Five Documentaries) è una lista dei migliori cinque film documentari distribuiti nelle sale cinematografiche statunitensi, selezionati annualmente dai membri del National Board of Review of Motion Pictures a partire dal 2003.

## Albo d'oro

### Anni 2000
- 2003[1]
  - The Fog of War - La guerra secondo Robert McNamara (The Fog of War), regia di Errol Morris
  - Una storia americana - Capturing the Friedmans (Capturing the Friedmans), regia di Andrew Jarecki
  - My Architect, regia di Nathaniel Kahn
  - Il popolo migratore (Le peuple migrateur), regia di Jacques Perrin, Jacques Cluzaud e Michel Debats
  - Spellbound, regia di Jeffrey Blitz
- 2004[2]
  - Born into Brothels, regia di Zana Briski e Ross Kauffman
  - Z Channel: A Magnificent Obsession, regia di Xan Cassavetes
  - Paper Clips, regia di Elliot Berlin e Joe Fab
  - Super Size Me, regia di Morgan Spurlock
  - La storia del cammello che piange (Die Geschichte vom weinenden Kamel), regia di Luigi Falorni e Davaa Bâmbasürėn
- 2005[3]
  - La marcia dei pinguini (La marche de l'empereur), regia di Luc Jacquet
  - Ballets Russes, regia di Daniel Geller, Dayna Goldfine
  - Grizzly Man, regia di Werner Herzog
  - Mad Hot Ballroom, regia di Marilyn Agrelo
  - Murderball, regia di Henry Alex Rubin, Dana Adam Shapiro
- 2006[4]
  - Una scomoda verità (An Inconvenient Truth), regia di Davis Guggenheim
  - 51 Birch Street, regia di Doug Block
  - Iraq In Fragments, regia di James Longley
  - Dixie Chicks: Shut Up & Sing, regia di Barbara Kopple e Cecilia Peck
  - Wordplay, regia di Patrick Creadon
- 2007[5]
  - Darfur Now, regia di Ted Braun
  - In the Shadow of the Moon, regia di David Sington e Christopher Riley
  - Nanking, regia di Bill Guttentag e Dan Sturman
  - Taxi to the Dark Side, regia di Alex Gibney
  - Toots, regia di Kristi Jacobson
- 2008[6]
  - American Teen, regia di Nanette Burstein
  - The Betrayal - Nerakhoon, regia di Ellen Kuras e Thavisouk Phrasavath
  - Dear Zachary: A Letter to a Son About His Father, regia di Kurt Kuenne
  - Encounters at the End of the World, regia di Werner Herzog
  - Roman Polanski: Wanted and Desired, regia di Marina Zenovich
- 2009[7]
  - Burma VJ: Reporter i et lukket land, regia di Anders Østergaard
  - Crude, regia di Joe Berlinger
  - Food, Inc., regia di Robert Kenner
  - Good Hair, regia di Jeff Stilson
  - The Most Dangerous Man in America: Daniel Ellsberg and the Pentagon Papers, regia di Judith Ehrlich e Rick Goldsmith

### Anni 2010
- 2010
  - Shtikat Haarchion, regia di Yael Hersonski
  - Inside Job, regia di Charles Ferguson
  - Joan Rivers: A Piece of Work, regia di Ricki Stern e Anne Sundberg
  - Restrepo - Inferno in Afghanistan (Restrepo), regia di Tim Hetherington e Sebastian Junger
  - The Tillman Story, regia di Amir Bar-Lev
- 2011[8]
  - Born to Be Wild, regia di David Lickley
  - Buck, regia di Cindy Meehl
  - George Harrison: Living in the Material World, regia di Martin Scorsese
  - Project Nim, regia di James Marsh
  - Senna, regia di Asif Kapadia
- 2012[9]
  - Ai Weiwei: Never Sorry, regia di Alison Klayman
  - Detropia, regia di Heidi Ewing e Rachel Grady
  - The Gatekeepers - I guardiani di Israele, regia di Dror Moreh
  - The Invisible War, regia di Kirby Dick
  - Only the Young, regia di Elizabeth Mims e Jason Tippet
- 2013[9]
  - 20 Feet from Stardom, regia di Morgan Neville
  - The Act of Killing, regia di Joshua Oppenheimer
  - After Tiller, regia di Martha Shane e Lana Wilson
  - Casting By, regia di Tom Donahue
  - Al Midan, regia di Jehane Noujaim
- 2014[10][11]
  - Art and Craft, regia di Sam Cullman, Jennifer Grausman, Mark Becker
  - Jodorowsky’s Dune, regia di Frank Pavich
  - Keep on Keepin' On, regia di Alan Hicks
  - The Kill Team, regia di Dan Krauss
  - Last Days in Vietnam, regia di Rory Kennedy
- 2015[12][13]
  - Il ring – Gore Vidal vs William Buckley (Best of Enemies), regia di Morgan Neville e Robert Gordon
  - The Black Panthers: Vanguard of the Revolution, regia di Stanley Nelson Jr.
  - The Diplomat, regia di David Holbrooke
  - Listen to Me Marlon, regia di Stevan Riley
  - The Look of Silence, regia di Joshua Oppenheimer
- 2016[14][15]
  - De Palma, regia di Noah Baumbach e Jake Paltrow
  - La principessa e l'aquila (The Eagle Huntress), regia di Otto Bell
  - Gleason, regia di J. Clay Tweel
  - Life, Animated, regia di Roger Ross Williams
  - Miss Sharon Jones!, regia di Barbara Kopple
- 2017[14][16]
  - Abacus: Small Enough to Jail, regia di Steve James
  - Brimstone & Glory, regia di Viktor Jakovleski
  - Eric Clapton: Life in 12 Bars, regia di Lili Zanuck
  - Visages villages, regia di Agnès Varda e JR
  - Hell on Earth: The Fall of Syria and the Rise of ISIS, regia di Sebastian Junger e Nick Quested
- 2018[17][18]
  - Crime + Punishment, regia di Stephen Maing
  - Free Solo, regia di Elizabeth Chai Vasarhelyi e Jimmy Chin
  - Minding the Gap, regia di Bing Liu
  - Three Identical Strangers, regia di Tim Wardle
  - Won't You Be My Neighbor?, regia di Morgan Neville
- 2019[19][20]
  - Apollo 11, regia di Todd Douglas Miller
  - The Black Godfather, regia di Reginald Hudlin
  - Made in USA - Una fabbrica in Ohio (American Factory), regia di Steven Bognar e Julia Reichert
  - Rolling Thunder Revue: A Bob Dylan Story by Martin Scorsese, regia di Martin Scorsese
  - Wrestle, regia di Suzannah Herbert e Lauren Belfer

### Anni 2020
- 2020[21][22]
  - All In: The Fight for Democracy, regia di Liz Garbus e Lisa Cortés
  - Boys State, regia di Amanda McBaine e Jesse Moss
  - Dick Johnson è morto (Dick Johnson Is Dead), regia di Kirsten Johnson
  - Miss Americana, regia di Lana Wilson
  - The Truffle Hunters, regia di Michael Dweck e Gregory Kershaw
- 2021[23]
  - Ascension (登楼叹), regia di Jessica Kingdon
  - Attica, regia di Traci Curry e Stanley Nelson
  - Flee (Flugt), regia di Jonas Poher Rasmussen
  - The Rescue, regia di Elizabeth Chai Vasarhelyi e Jimmy Chin
  - Roadrunner: A Film About Anthony Bourdain, regia di Morgan Neville
- 2022[24]
  - Tutta la bellezza e il dolore - All the Beauty and the Bloodshed (All the Beauty and the Bloodshed), regia di Laura Poitras
  - All That Breathes, regia di Shaunak Sen
  - Descendant - L'ultima nave schiavista (Descendant), regia di Margaret Brown
  - Turn Every Page - The Adventures of Robert Caro and Robert Gottlieb, regia di Lizzie Gottlieb
  - Vita selvaggia (Wildcat), regia di Trevor Frost e Melissa Lesh
- 2023[25]
  - 20 Days in Mariupol, regia di Mstyslav Chernov
  - 32 Sounds, regia di Sam Green
  - The Eternal Memory, regia di Maite Alberdi
  - The Pigeon Tunnel, regia di Errol Morris
  - A Still Small Voice, regia di Luke Lorentzen
- 2024[26][27]
  - Sugarcane, regia di Julian Brave NoiseCat e Emily Kassie
  - Black Box Diaries, regia di Shiori Itō
  - Dahomey, regia di Mati Diop
  - Look into My Eyes, regia di Lana Wilson
  - Super/Man: The Christopher Reeve Story, regia di Ian Bonhôte e Peter Ettedgui
  - Will & Harper, regia di Josh Greenbaum